# JJ Sparkling
JJ Sparkling（ジェイジェイ・スパークリング）は、2010年1月23日に発売された女性ユニットLOVE∞HORiC PROJECTのCDアルバムである。

## 概要
- 雑誌『JJ』プレゼンツの恋に効く!? 名曲カバーアルバムで、バレンタインに聴きたいラブソングをハウスMIXしている。
- 加藤ミリヤ・クリスタル ケイ・中島美嘉・ビヨンセ・JUJU…を謎の女性ユニットLOVE∞HORiC PROJECTがカバーしている。
- ゲスト・ボーカリストには、JJモデル土岐田麗子・高宮マキ・Ring (ex:Vo Vo Tau)・こだまさおり等が参加。
- トラックメーカーには、Sweet Vacationや東京エスムジカで活躍する早川大地・★STARGUiTAR・スギモトトモユキ等が参加。
- ストーンマーケット[1]とコラボしていて、恋愛運向上のパワーストーン「ローズクォーツ・チャーム」アクセサリーが付いている。

## 収録曲
1. Sparkling Party
オリジナル曲：LOVE∞HORiC PROJECT
2. If I Were A Boy
オリジナル曲：BEYONCE
featuring vocal：高宮マキ
3. このままずっと朝まで
オリジナル曲：加藤ミリヤ
featuring vocal：土岐田麗子
4. 素直になれたら
オリジナル曲：JUJU feat.Spontania
featuring vocal：Ring (ex:Vo Vo Tau)
5. 恋におちたら
オリジナル曲：Crystal Kay
featuring vocal：こだまさおり
6. Sparkling Winter
オリジナル曲：LOVE∞HORiC PROJECT
7. I'll Be There
オリジナル曲：The Jackson 5
featuring vocal：荒川みず穂
8. Glamorous Sky
オリジナル曲：NANA starring MIKA
featuring vocal：高宮マキ
9. Viva la Vida
オリジナル曲：Coldplay
featuring vocal：篠木梨紗
10. Heavenly Star
オリジナル曲：元気ロケッツ
featuring vocal：こだまさおり
11. Sparkling Eyes　～ヤサシイダケジャ～
オリジナル曲：LOVE∞HORiC PROJECT
featuring vocal：田中美里